# Condado de Escambia (Alabama)
O Condado de Escambia é um dos 67 condados do estado norte-americano do Alabama. De acordo com o censo de 2022, sua população é de 36.666 habitantes. A sede de condado e sua maior cidade é Brewton.
O condado é o local da única tribo nativo americana reconhecida federalmente no estado do Alabama, a Poarch Band of Creek Indians. Eles desenvolveram hotéis e cassinos em suas reservas, acabando por estenderem os seus negócios por outros estados e pelo Caribe.

### Etimologia
O condado foi fundado em 1868 e o seu nome poderá ter origem numa palavra da língua creek, "Shambia", que significa "água limpa", ou na língua choctaw, na palavra para "canavial".

## História
Historicamente, a área do condado foi o lar de várias tribos indígenas, dentre elas os creek, os choctaw e os alabama. As duas primeiras estavam entre aquelas do sudeste americano que os colonos passaram a chamar de cinco tribos civilizadas, dado o fator de adotarem alguns dos costumes culturais euro-americanos. Muitos de seus membros desenvolveram relações sociais e comerciais próximas aos colonos que se estabeleciam pela área no começo do século XIX. No condado aconteceu uma das batalhas da Guerra Creek: a Batalha de Burnt Corn. A grande maioria dessas nações foi forçada a ceder suas terras ao governo americano durante a remoção para o Território Indígena ao oeste do Rio Mississippi.
O condado de Escambia foi organizado e estabelecido durante a era da Reconstrução, em 10 de dezembro de 1868. A legislatura do estado o criou a partir de porções dos condados de Baldwin e Conecuh. A área pertence à planície costeira e, durante o século XX, era uma região predominantemente agrícola.

## Geografia
De acordo com o censo, sua área total é de 2.468 km², destes sendo 2.448,5 km² de terra e 20,5 km² de água.
Os condados de Escambia no Alabama e na Flórida são dois dos 22 condados ou paróquias nos Estados Unidos que além de possuírem os mesmos nomes compartilham fronteiras estaduais.

### Condados adjacentes
- Condado de Conecuh, norte
- Condado de Covington, leste
- Condado de Okaloosa (Flórida), sudeste
- Condado de Santa Rosa (Flórida), sul
- Condado de Escambia (Flórida), sudoeste
- Condado de Baldwin, oeste
- Condado de Monroe, noroeste

### Área de proteção nacional
- Floresta Nacional de Conecuh (parte)

## Transportes

### Principais rodovias
- Interstate 65
- U.S. Highway 29
- U.S. Highway 31
- State Route 21
- State Route 41
- State Route 113

### Ferrovias
- CSX Transportation

## Demografia
De acordo com o censo de 2022:
- População total: 36.666
- Densidade: 16 hab/km²
- Residências: 16.815
- Famílias: 12.878
- Composição da população:
  - Brancos: 62%
  - Negros: 31,6%
  - Nativos americanos e do Alaska: 3,7%
  - Asiáticos: 0,3%
  - Nativos havaianos e outros ilhotas do Pacífico: 0,1%
  - Duas ou mais raças: 2,3%
  - Hispânicos ou latinos: 2,6%

## Comunidades

### Cidades
- Atmore
- Brewton (sede)
- East Brewton

### Vilas
- Flomaton
- Pollard
- Riverview

### Comunidades não-incorporadas
- Canoe
- Dixonville
- Foshee
- Freemanville
- Huxford
- McCullough
- Nokomis
- Spring Hill
- Wahl

### Antiga vila
- Alco

### Reserva Indígena
- Reserva Indígena de Poarch Creek

## Pessoas notáveis
- Esther Blake (1897 - 1979), primeira mulher a integrar a Força Aérea Americana.